# Episodi di Ironside (sesta stagione)
La sesta stagione della serie televisiva Ironside, composta da 24 episodi, è stata trasmessa negli Stati Uniti dal canale NBC dal 14 settembre 1972 al 22 marzo 1973.
| nº | Titolo originale                                 | Titolo italiano             | Prima TV USA      | Prima TV Italia |
| -- | ------------------------------------------------ | --------------------------- | ----------------- | --------------- |
| 1  | Five Days in the Death of Sergeant Brown, Part 1 |                             | 14 settembre 1972 |                 |
| 2  | The Savage Sentry                                | Sentinelle selvagge         | 21 settembre 1972 |                 |
| 3  | Programmed for Panic                             | L'assassino in tv           | 28 settembre 1972 |                 |
| 4  | Down Two Roads                                   | Giorno di laurea            | 12 ottobre 1972   |                 |
| 5  | Camera...Action...Murder!                        | La morte in otto millimetri | 26 ottobre 1972   |                 |
| 6  | Riddle Me Death                                  | Il misterioso Mr. Spencer   | 2 novembre 1972   |                 |
| 7  | Nightmare Trip                                   | Provate per credere         | 9 novembre 1972   |                 |
| 8  | Buddy, Can You Spare a Life?, part 1             | Amici nei guai, parte 1     | 16 novembre 1972  |                 |
| 9  | Buddy, Can You Spare a Life?, part 2             | Amici nei guai, parte 2     | 16 novembre 1972  |                 |
| 10 | The Countdown                                    | Il terrorista               | 23 novembre 1972  |                 |
| 11 | The Deadly Gamesmen                              | Scacco matto                | 30 novembre 1972  |                 |
| 12 | Who'll Cry for My Baby?                          | Chi ha ucciso Wanda Bolan?  | 7 dicembre 1972   |                 |
| 13 | Cold, Hard Cash                                  | Uno strano rapimento        | 14 dicembre 1972  |                 |
| 14 | Shadow Soldiers                                  | Soldato ombra               | 21 dicembre 1972  |                 |
| 15 | Ollinger's Last Case                             | Delitto al porto            | 4 gennaio 1973    |                 |
| 16 | A Special Person                                 | Un giornalista scomodo      | 11 gennaio 1973   |                 |
| 17 | The Caller                                       | Telefonate anonime          | 25 gennaio 1973   |                 |
| 18 | Love Me in December                              | Amami in dicembre           | 1 febbraio 1973   |                 |
| 19 | The Ghost of the Dancing Doll                    | La barca fantasma           | 15 febbraio 1973  |                 |
| 20 | All About Andrea                                 | Un libro pericoloso         | 22 febbraio 1973  |                 |
| 21 | Another Shell Game                               | La vendetta di Justin       | 1 marzo 1973      |                 |
| 22 | All Honorable Men                                | Quattro uomini d'oro        | 8 marzo 1973      |                 |
| 23 | The Best Laid Plans                              | Il furgone blindato         | 15 marzo 1973     |                 |
| 24 | A Game of Showdown                               | Poker per l'assassino       | 22 marzo 1973     |                 |